# کارولینا پیخوتا
کارولینا پیخوتا (لهستانی: Karolina Piechota؛ زادهٔ ۱۰ مارس ۱۹۸۴) بازیگر اهل لهستان است.
از فیلم‌ها یا مجموعه‌های تلویزیونی که وی در آن‌ها نقش داشته‌است، می‌توان به تاج پادشاهان، خانه کشیش، اوشیتسکا، قانون حقیقی، طایفه، در خیابان سپولنی، پدر متیو، دهن‌به‌دهن، هتل ۵۲، در خوشی و سختی، قانون حقیقی و خدایان اشاره نمود.